# André Zirnheld
André Louis Arthur Zirnheld (Parigi, 7 marzo 1913 – Marsa Matruh, 27 luglio 1942) è stato un militare francese, paracadutista dello Special Air Service britannico nel corso della seconda guerra mondiale, decorato con l'Ordre de la Libération. Mort pour la France.

## Biografia

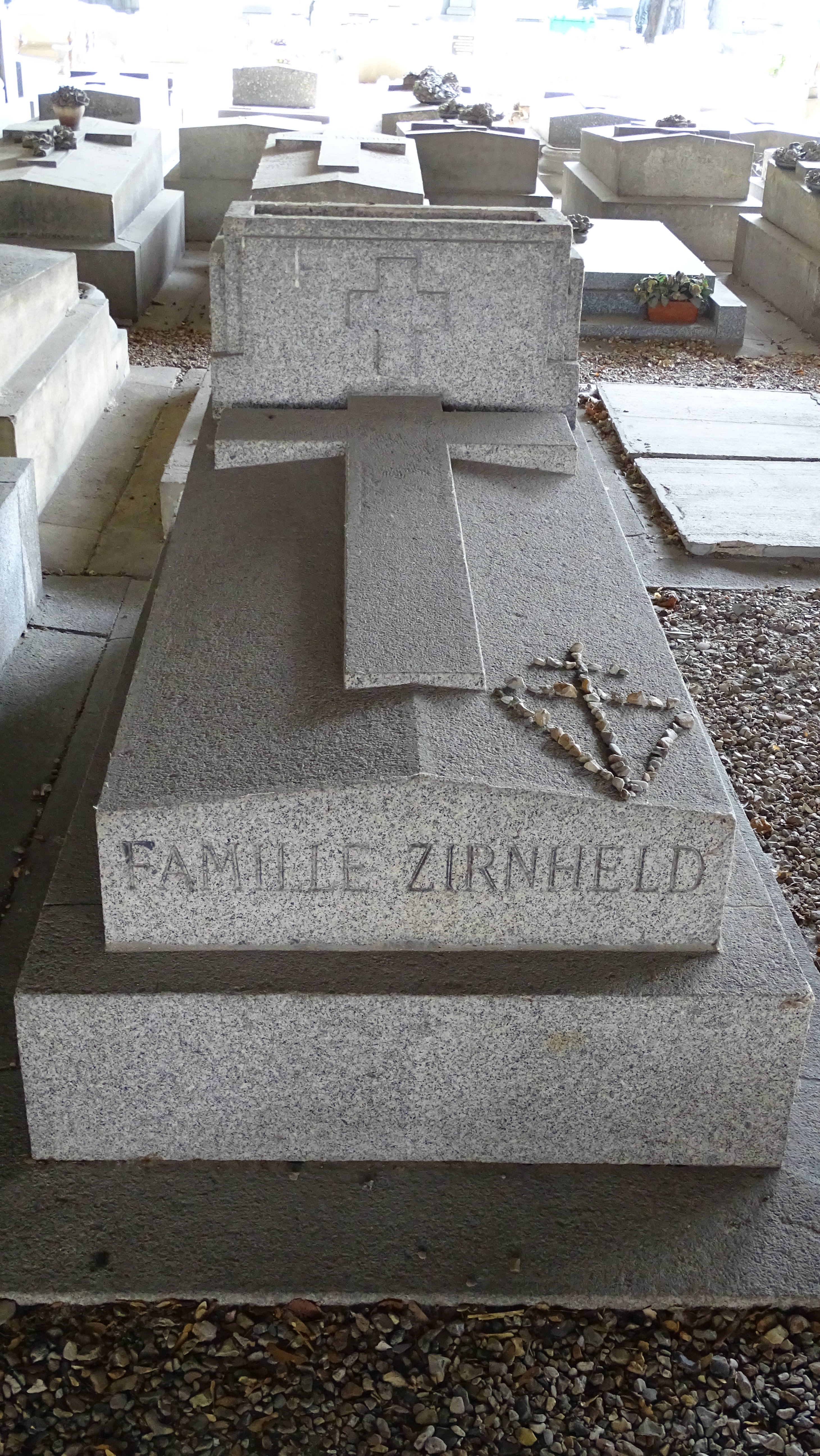
Tomba di André Zirnheld presso il cimitero dei Batignolles.

Nacque a Parigi il 7 marzo 1913 all'interno di una famiglia alsaziana che scelse la Francia nel 1870. Perso il padre all'età di 9 anni, completò gli studi secondari presso il collegio Saint Jean de Passy.
Con un baccalauréat e poi una laurea in filosofia nel 1936, preparò all'università della Sorbona un diploma a di studi superiori in filosofia su Baruch Spinoza, lavorando in una casa editrice.
Divenuto professore nel 1937 presso il collegio di Sousse, lavorò poi al liceo Carnot di Tunisi.
Dovendo svolgere il servizio militare, chiese invano un rinvio per prepararsi all'agrégation. Nell'ottobre 1938, distaccato in qualità di soldato come professore presso il Collegio della Missione secolare francese a Tartus in Siria. L'indomani della firma dell'armistizio di Compiègne decise di oltrepassare la frontiera tra Libano e Palestina per raggiungere i britannici. Più tardi scrisse sul suo diario: La legalità è un conforto di cui dobbiamo saperci privare.
Si arruolò nella 3ª Compagnia del 24º Reggimento di fanteria coloniale del capitano Folliot che fu di stanza dapprima presso il campo palestinese di Sumeiriya poi a Moascar in Egitto dove prese rapidamente il nome, dopo la fusione con gli uomini del capitano Lorotte, di 1º Battaglione fanteria di marina. Assegnato alla sezione comando della 1ª Compagnia Cacciatori Paracadutisti, appartenente alle Forces aériennes françaises libres, con il grado di sergente maggiore  si addestrò attivamente fino al 6 settembre, quando il reparto si spostò a Sidi El Barrani, al confine tra l'Egitto e la Libia, per combattere gli italiani, assegnato alla 7th Armoured Division soprannominata “Ratti del Deserto”.
Autista del medico della Compagnia durante i cinque mesi di operazioni in Libia, nel gennaio 1941 fu trasferito al Dipartimento Informazione e Propaganda della Delegazione della Francia libera, diretta da Georges Gorse, al Il Cairo.
Nel maggio 1941 poté frequentare i corsi della Scuola allievi ufficiali di Brazzaville, nel Congo francese, e dopo tre settimane di viaggio arrivò al campo Colonna d'Ornano. Il suo addestramento terminò nel dicembre 1941 e si brevettò, con il grado di aspirante, quinto della sua classe.
Scelse di prestare servizio nei paracadutisti della FFL, posti agli ordini del capitano Georges Bergé. Si unì quindi, nel marzo 1942, come caporale allo squadrone francese, integrato nella brigata del Special Air Service (SAS) britannico comandata dal maggiore David Stirling, a Kabret, sulle rive del Canale di Suez.
Subito dopo la cattura di Bergé a Creta, le SAS francesi operarono in Cirenaica sotto il comando del capitano Augustin Jordan. Il 7 giugno, alla testa del suo gruppo, partito in aereo per l'oasi di Siwa, al confine egiziano-libico, base di partenza dell'attacco a diversi aeroporti tedeschi in Cirenaica.
L'11 giugno lui e la sua pattuglia furono lanciati nel cuore della notte sulla costa della Cirenaica, a una trentina di chilometri dall'obiettivo. La loro missione consisteva nel distruggere il maggior numero possibile di aerei nemici in uno dei tre aeroporti vicino a Bengasi. Il giorno successivo riuscì a far saltare in aria cinque caccia Messerschmitt Bf 109 dopo aver neutralizzato la difesa avversaria. Il maggiore Stirling lo propose immediatamente per la concessione della Military Cross.
All'inizio del mese di luglio le SAS francesi si sistemarono ai bordi della pista Marsa Matruh-Siwa e intensificheranno gli attacchi contro le retrovie del feldmaresciallo Erwin Rommel. La sera del 26 luglio, una squadra franco-britannica di 60 uomini, dotati di jeep, attaccarono in forze l'aeroporto di Sidi Haneish, vicino a Marsa Matruh. L'attacco ebbe successo e una trentina di aerei nemici furono distrutti. I paracadutisti ripartirono, ma una gomma a terra costrinse lui e l'aspirante Martin a lasciare il convoglio, riparare e mimetizzare il loro veicolo a pochi chilometri di distanza dall'obiettivo.
Ripartiti all'alba, intorno alle 7:30 del mattino seguente, quattro cacciabombardieri Junkers Ju 87 Stuka decollati all'inseguimento dei paracadutisti attaccano le due jeep che cercarono riparo alla meglio ai piedi di un dirupo. Egli rimase ferito due volte, alla spalla e all'addome, dalle raffiche di mitragliatrice nemiche, mentre l'aspirante Martin si diresse immediatamente a ovest con la jeep. Si spense a mezzogiorno e venne sepolto dai suoi compagni in mezzo al deserto ai margini di uno uadi e poi il cadavere fu trasferito nel cimitero militare di Marsa Matruh. Oggi è tumulato nel cimitero dei Batignolles a Parigi. Fu promosso postumo al grado di sottotenente.
Dopo la sua morte venne fatto un inventario dei suoi pochi beni, di cui il tribunale di Vichy aveva ordinato il sequestro. Vennero trovati due libri: il Saint-Paul di Jacques Maritain e un Bergson, oltre al suo taccuino manoscritto contenente una poesia scritta nell'aprile 1938 intitolata La Prayer e che sarebbe diventata famosa come la Preghiera del Paracadutista.

### Annotazioni
1. ↑  La preghiera recita: Dammi, mio Dio, ciò che Ti resta, dammi ciò che nessuno Ti chiede mai. Non Ti chiedo il riposo o la tranquillità, né dell’anima né del corpo. Non Ti chiedo la ricchezza, né il successo, né la salute. Tutto questo, mio Dio, Te lo chiedono talmente che ormai non devi averne più! Dammi, mio Dio, ciò che ti resta; dammi quello che gli altri rifiutano da Te. Voglio l’insicurezza e l’inquietudine, voglio la tormenta e la lotta e che Tu me le dia definitivamente. Che io sia sicuro di averle sempre, perché non sempre avrò il coraggio di chiederTele. Dammi, mio Dio, ciò che Ti resta, dammi quello che gli altri non vogliono, ma dammi anche il coraggio, la forza e la fede.

### Fonti
1. 1 2 3 4 5 6 7 8 9 10 11 12 13 14 15 16 17 18 19 20 21 22 23  Ordre de la Liberation.
2. 1 2 3 4 5 6 7 8  France Libre.
3. 1 2  Cassidi 1998, p. 22.